# Scopula tenuimargo
Scopula tenuimargo là một loài bướm đêm trong họ Geometridae.